# Clara Dackenberg
Hanna Clara Emeline Dackenberg, född 4 mars 1987 i Umeå, Västerbottens län, är en svensk illustratör, konstnär och träsnidare baserad i Malmö. 2018 blev hon, tillsammans med Uje Brandelius, nominerad till Augustpriset för boken Hemma hos Harald Henriksson.
Clara Dackenberg är utbildad vid Konstfack och Högskolan för design och konsthantverk (HDK). Hon debuterade som barnboksillustratör 2010 med boken Nu eller kanske Mu.

## Priser och utmärkelser
- 2018 - Nominerad till Augustpriset för Hemma hos Harald Henriksson
- 2019 - Nominerad till Elsa Beskow-plaketten[5]
- 2019 - Ilon Wiklands stipendium[6]
- 2021 - Nominerad till Runeberg Junior-priset[7]